# Onze-Lieve-Vrouw ten Zavel
L'església Onze-Lieve-Vrouw ten Zavel (en francès Notre-Dame du Sablon), és una església al barri del Zavel a Brussel·les. Aquest edifici gòtic duu el nom d'una estàtua d'una Mare de Déu del segle xiv. És considerat una obra major d'estil gòtic flamejant brabançó. Va ser llistat com a monument el 1936.
Amb cinc naus, va ser construïda en l'època dels ducs de Borgonya pels cinc gremis de Brussel·les que havien prosperat en l'àmbit militar. És així com el cor va ser atribuït al gremi dels ballesters, els creuers als arquers i als esgrimidors. Els arcabussers també han contribuït a l'esplendor de la construcció. El sacrarium, situat darrere el cor i que data del 1549, havia sigut la capella del gremi dels ballesters i presenta un destacat treball d'escultura. La capella que es diu dels prínceps de Tour et Taxis (1651-1676) fou construïda de marbre negre per l'arquitecte Luc Faid'herbe.
El creuer dret conté un tríptic La ressurecció del crist amb donants del pintor malinés Michiel Coxcie de 1592. Aquesta obra està vinculat amb la història que va tenir lloc en gran part al Zavel: durant les guerres de religió a Brussel·les, el duc d'Alba va reprimir durament el protestantisme. Com a resposta, al Zavel es va signar el «Compromís dels nobles» una crida a la tolerància. Fernando Álvarez de Toledo y Pimentel va rebutjar i aquest refús va ser uns dels factors que va provocar la Guerra dels Vuitanta Anys. A la plaça de l'església el duc d'Alva va fer penjar els divuit signants de la crida, dels quals els més coneguts són el comte Lamoral d'Egmont i Filip van Montmorency-Nivelle, comte de Horne. El tríptic que representa la resurrecció de Crist és important des del punt de vista religiós, però també revela tota la història plena d'esdeveniments del barri.
L'interior és senzill però ben proporcionat, amb capelles laterals i un impressionant púlpit del 1697. Resulten molt interessants els onze vitralls de 14 m d'alçada que dominen l'interior.
Al llarg del segle xix, l'edifici va ser restaurat diverses vegades, primer per l'arquitecte Schoy. Es van enderrocar les cases que s'havien construïdes contra les seves parets. A partir de 1895, l'arquitecte Jules Van Ysendijck i el seu fill Maurice van emprendre una restauració radical de l'edifici, que va permetre acabar la decoració en estil neogòtic. Des de l'any 1999, l'església ha patit una nova restauració.

## Història
Segons la llegenda, el duc Joan I de Brabant hauria creat un sanctuari per celebrar la victòria a la batalla de Woeringen del 1288 el que n'explica el nom antic, històricament incorrecte de Kerk Onze-Lieve-Vrouw ter Zege («Església de la Mare de Déu de la Victòria»). Segons els fets documentats, a l'origen era una modesta capella que els ballesters havien creat el 1304 sobre un arener (neerlandès zavel) cedit per l'hospital de Sant Joan. Segons la llegenda, una figureta miraculosa, treta d'una església d'Anvers i transportada a Brussel·les per una dona anversesa Beatrijs Soetkens, el 1348, va donar un èxit inesperat a aquest oratori. Els devots van afluir i amb ells les ofrenes. Al començament del segle xiv, sens dubte després de la revolució democràtica de 1421, els ballesters van reconstruir la capella en proporcions més vastes. Unes pintures murals descobertes al cor i datades de 1435 proven que aquesta part de l'església havia de ser acabada en aquell any. Cap al 1450, el transsepte era en part acabat i al mateix temps es treballava per a la gran nau.
En la segona meitat del segle xv els treballs van ser suspesos, probablement de resultes dels avalots civils que van esclatar després de la mort de Carles I de Borgonya el Temerari al 1477, i que van durar fins a l'adveniment de Felip el Bell (1494).
Les obres es van reprendre en els últims anys del segle xv i hom commença llavors la construcció dels cinc primers trams de les naus laterals. Els dos últims trams, així com la portada principal, daten de la primera meitat del segle xvi.

## Galeria

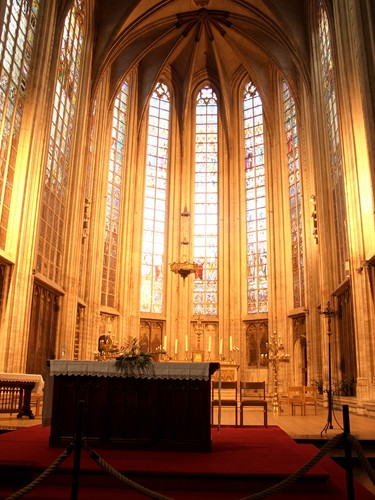
L'altar
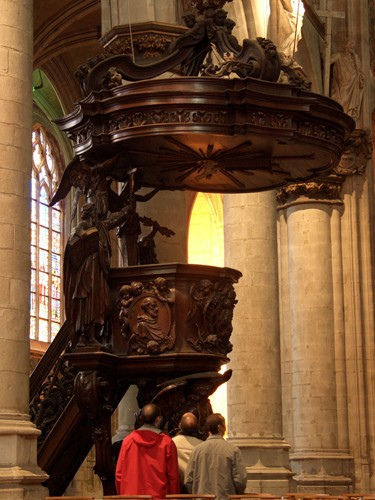
El púlpit del 1697
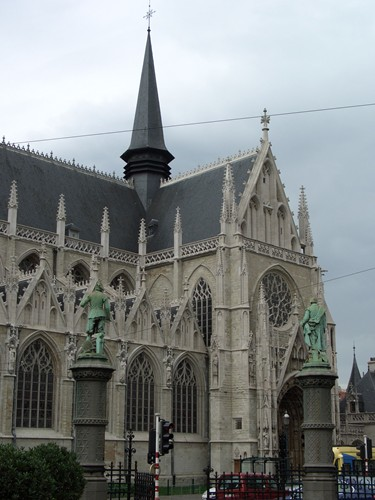
L'església des dels jardins del Kleine Zavel/Petit Sablon